# Afnix
Afnix (llamado Aleph hasta el 2003) es un lenguaje de programación funcional mutihilos con alcance dinámico de variables y soporte para el paradigma de programación orientada a objetos.
El interpretador de Afnix está escrito en C++ y provee integración en tiempo de ejecución que incluye la posibilidad de instanciar clases de C++, utilizar métodos virtuales, lanzar y atrapar excepciones. Se dispone también de una interfaz para facilitar la integración de librerías externas.
Afnix está disponible para varias versiones de las plataformas UNIX, Linux y FreeBSD. La documentación incluye una guía de usuarios y el material de referencia. Está distribuido como software libre.

## Características
Objetos predefinidosMás de 50 palabras reservadas y predicados. Librerías de listas, vectores, tablas de hash, conjuntos de bits y grafos.
Programación funcionalSoporte para lambda-expresiones con clausuras explícitas.
Orientación a objetosMecanismo de objetos con herencia simple y resolución dinámica de símbolos. Extensión de clases predefinidas con posibilidad de reescribir métodos. Miembros de clase y métodos estáticos.
Motor multihilosMotor multihilos con mecanismo de protección automática de objetos contra acceso concurrente. Mecanismo de bloqueo de lectura y escritura y activación de hilos por objetos de condición.
Expresiones regularesincluye resultados exactos o parciales y mecanismo de sustitución.